# 80e Legerkorps (Wehrmacht)
Het Duitse 80e Legerkorps (Duits: Generalkommando LXXX. Armeekorps) was een Duits legerkorps van de Wehrmacht tijdens de Tweede Wereldoorlog. Het korps was alleen in actie aan het Westfront. 

## Krijgsgeschiedenis

### Oprichting
Het 80e Legerkorps werd opgericht op werd op 27 mei 1942 in West-Frankrijk door omdopen van het Höheres Kommando z.b.V. XXXI.

### 1942 - 1944
Het korps behield zijn hoofdkwartier in Poitiers en was nog steeds bezig met bezettingsopgaven en kustverdediging. Een flink gedeelte van 1943 en 1944 beschikte het korps hiervoor over de 158e Reservedivisie en de 708e Infanteriedivisie. Ook toen de geallieerden op 6 juni in Normandië landden, bleef het korps op zijn post. Wel werden natuurlijk troepen afgegeven voor het nieuwe front. Het korps bleef aan de kust tot op 18 augustus de Heeresgruppe G de algemene terugtocht uit zuidwest Frankrijk inzette, nadat ook in Zuid-Frankrijk geallieerde troepen geland waren (Operatie Dragoon). Het korps trok terug via een diagonale route door Frankrijk van Poitiers richting Luxemburg. Op 5 september hield het korps een frontlijn tussen Sedan en Montmédy. Langzaamaan stabiliseerde het front. Op 10 september vocht het korps in Luxemburg en trok langzaam terug richting de Duitse grens. Een week later zat het korps veilig achter de Westwall. In deze positie kon het korps zich nu drie maanden handhaven.

### Ardennen-offensief

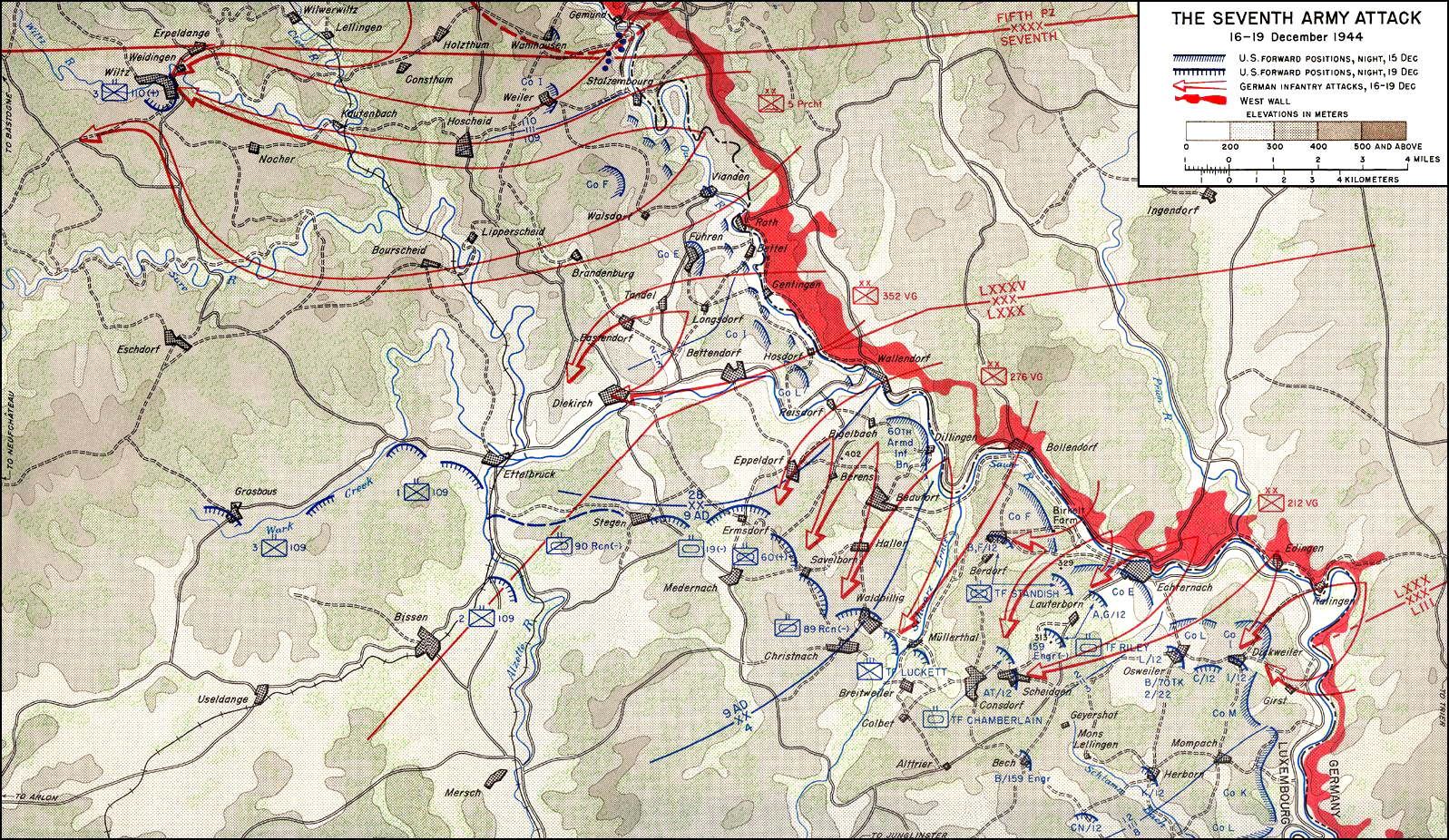
De deelname van het korps aan het Ardennen-offensief

Het korps maakte deel uit van de Duitse aanvalsmacht voor het Ardennen-offensief op 16 december. Het korps was het meest zuidelijke van alle Duitse troepen en de opdracht was flankbescherming tegen het US 3e Leger. Voor deze taak had het korps de beschikking over twee Volksgrenadiersdivisies. De noordelijkste was de net pas gevormde 276e Volksgrenadiersdivisie. Met krap 9.000 man, was dit een van de zwakste divisies in het offensief en de training was door de chef-staf van het 7e Leger als onvoldoende beoordeeld. Sterker was de zuidelijke 212e Volksgrenadiersdivisie, met 11.000 man, meest heel jong, maar met een goede moraal en al wat gevechtservaring. De tegenstander van het korps was o.a. de Combat Command A van de US 9th Armored Division. In de eerste 2 dagen van het offensief slaagde het korps erin een klein stuk op te rukken, maar met name de 276e Volksgrenadiersdivisie kwam niet echt vooruit. Al op 19 december ging het korps tot het defensief over. Totaal was het korps niet verder dan 5 – 10 km opgerukt. Gedurende de rest van het offensief gebeurde er weinig. Pas midden januari 1945 vielen de Amerikanen weer aan in de sector van het korps en dreven het terug naar de uitgangsposities. 

### 1945
Begin februari 1945 vielen de Amerikanen opnieuw aan in de Eifel, met als doel Bitburg. Tussen 6 en 28 februari werd met name de rechterflank van het korps aangevallen en moest wijken, maar de linkerflank kon de posities aan de Sûre handhaven. Pas vanaf 20 februari werden de posities ten zuiden van de Moezel aangevallen vanuit het zuiden door de US 10th Armored Division, die vervolgens Trier veroverde. Op 1 maart beschikte het korps over de  212e en 560e Volksgrenadierdivisies. Bij het begin van het geallieerde offensief in de Saar-Pfalz driehoek, vanaf 12 maart, verdedigde het korps de Moezel net noordoostelijk van Trier. Het korps werd zelf niet aangevallen, maar doordat de flanken opgerold werden, moest het korps toch terugtrekken. Op 21 maart stak het korps de Rijn over bij Mannheim. Maar dit was eigenlijk geen korps meer, maar restanten. Het US 7e Leger schatte in dat de twee betrokken Duitse legers in deze korte veldtocht 75 tot 80% van hun infanteriesterkte verloren. Op 27 maart staken de Amerikanen de Rijn over bij Worms, net ten noorden van de sector van het korps. Al snel werd het korps teruggedrukt. Vanaf 3 april nam het deel aan de Slag om Heilbronn. Vervolgens volgde een terugtocht richting het zuiden, naar de Schwäbische Alb. Daar geraakte het korps in een omsingeling van Amerikaanse en Franse troepen. Het korps kon grotendeels op het nippertje uitbreken op 24 april, maar verloor opnieuw rond 2000 man, die het niet haalden. De resten verzamelden zich bij Memmingen. Vanaf daar werd de terugtocht zuidwaarts vervolgd. Op 28 april was het korps bij Kempten en daarna stak het de grens over naar Oostenrijk, de Vorarlberg in. Daar volgde het einde.
Op 5 mei 1945 capituleerde het 80e Legerkorps in Oostenrijk tegelijk met de rest van het 19e Leger.

## Bovenliggende bevelslagen
| Leger     | Legergroep     | Plaats/regio                                       | Begin             | Eind              |
| --------- | -------------- | -------------------------------------------------- | ----------------- | ----------------- |
| 1. Armee  | Heeresgruppe D | West-Frankrijk, Atlantische kust, staf in Poitiers | 27 mei 1942       | 28 april 1944     |
| 1. Armee  | Heeresgruppe G | West-Frankrijk – Poitiers                          | 28 april 1944     | augustus 1944     |
| 1. Armee  | Heeresgruppe B | Loire, Champagne                                   | augustus 1944     | september 1944    |
| 1. Armee  | Heeresgruppe G | Luxemburg                                          | september 1944    | september 1944    |
| 7. Armee  | Heeresgruppe B | Trier                                              | september 1944    | 20 maart 1945     |
| 1. Armee  | Heeresgruppe G | Bovenrijn                                          | 21 maart 1945     | midden april 1945 |
| 19. Armee | OKW            | Zuid-Duitsland                                     | midden april 1945 | 5 mei 1945        |

## Commandanten
| Rang                   | Naam            | Begin           | Eind            |
| ---------------------- | --------------- | --------------- | --------------- |
| General der Artillerie | Curt Gallenkamp | 27 mei 1942     | 7 augustus 1944 |
| General der Infanterie | Dr. Franz Beyer | 7 augustus 1944 | 28 April 1945   |